# Anderson Packers 1950-1951
La stagione 1950-51 degli Anderson Packers fu l'unica nella NPBL per la franchigia.
Gli Anderson Packers arrivarono secondi nella Eastern Division con un record di 22-22.

## Roster
| N° | Naz.                   | Ruolo | Sportivo        | Anno | Alt. | Peso |
| -- | ---------------------- | ----- | --------------- | ---- | ---- | ---- |
|    | Stati Uniti (bandiera) | C     | Tiny Allen      | 1924 | 196  | 111  |
|    | Stati Uniti (bandiera) | AC    | Charlie Black   | 1921 | 196  | 91   |
|    | Stati Uniti (bandiera) | A     | Jim Cathcart    | 1926 | 193  | 93   |
|    | Stati Uniti (bandiera) | GA    | Dillard Crocker | 1925 | 193  | 93   |
|    | Stati Uniti (bandiera) | GA    | Dick Dickey     | 1926 | 188  | 85   |
|    | Stati Uniti (bandiera) | A     | Grant Dunlap    | 1923 | 191  | 84   |
|    | Stati Uniti (bandiera) | G     | Frank Gates     | 1920 | 183  | 73   |
|    | Stati Uniti (bandiera) | C     | Bob Kinney      | 1920 | 198  | 98   |
|    | Stati Uniti (bandiera) | GA    | Leo Klier       | 1923 | 188  | 84   |
|    | Stati Uniti (bandiera) | AC    | Milo Komenich   | 1920 | 201  | 96   |
|    | Stati Uniti (bandiera) | A     | Red Latham      | 1927 | 191  | 84   |
|    | Stati Uniti (bandiera) | G     | Al Madsen       | 1921 | 178  | 77   |
|    | Stati Uniti (bandiera) | A     | Chuck Mrazovich | 1924 | 196  | 86   |
|    | Stati Uniti (bandiera) | A     | Oren Nichols    | 1918 | 191  | 84   |
|    | Stati Uniti (bandiera) | G     | Richie Niemiera | 1921 | 185  | 75   |
|    | Stati Uniti (bandiera) | GA    | Red Owens       | 1925 | 191  | 84   |
|    | Stati Uniti (bandiera) | A     | Ed Stanczak     | 1921 | 185  | 84   |
|    | Stati Uniti (bandiera) | A     | Warren Switzer  | 1925 | 191  | 84   |
|    | Stati Uniti (bandiera) | A     | Jack Walton     | 1926 | 188  | 88   |

## Staff tecnico
- Allenatori: Frank Gates (14-12) (fino al 12 gennaio)[1], Leo Klier (8-10)